# وارازدات وارطانیان
وارازدات گئورگی وارطانیان (ارمنی: Վարազդատ Գևորգի Վարդանյան؛  زادهٔ ۱۹۲۳ - درگذشته تاریخ نامعلوم) کارشناس علوم پرورشی اهل ارمنستان بود.

## زندگی‌نامه
وی در ۱۹۲۳ در زویگاغبیور به دنیا آمد و از دانشگاه دولتی علوم پرورشی خاچاطور آبوویان ارمنستان (۱۹۵۴) و دانشگاه دولتی وانادزور (۱۹۷۳) فارغ‌التحصیل گشت.  همچنین برندهٔ جوایزی همچون آموزگار شایسته ارمنستان شوروی (۱۹۶۳)، نشان شایستگی نبرد، مدال دفاع از قفقاز و مدال به خاطر پیروزی مقابل آلمان در جنگ بزرگ میهنی (۱۹۴۵–۱۹۴۱) شده است. سال درگذشت نامعلوم است